# Jessie Macgregor
Jessie Macgregor, née en 1847 et morte en 1919, est une peintre britannique.

## Biographie
Jessie Macgregor est membre de la Society of Woman Artists. Elle expose régulièrement à la Royal Academy de 1872 et à la Royal Scottish Academy de 1874 à 1888. Elle vit et travaille à Liverpool.
Elle meurt en avril 1919.